# 1909 en droit
Cet article présente les faits marquants de l'année 1909 en droit.

## Événements
- Création à Londres de l’Anti-Slavery and Aborigines Protection Society, fusion de Anti-Slavery Society et de l'Aborigines Protection Society[1].
- Empire russe : 
  - le Conseil d’État refuse la formation légale de congrégations de vieux-croyants.
  - restriction de l’accès des femmes aux universités. Application stricte du numerus clausus imposé aux Juifs.

### Mai
- 31 mai : loi renforçant la russification de la Finlande.

### Juillet
- 12 juillet : loi portant création des biens de famille insaisissables.

## Décès
- 12 décembre : Émile Abel-Bernard, avocat et homme politique, né en 1860.